# Giotto Morandi
Giotto Giuseppe Morandi (Locarno, 4 marzo 1999) è un calciatore svizzero, attaccante del Servette.

## Carriera

### Club
Cresciuto nel settore giovanile dello Grasshoppers, debutta in prima squadra il 3 febbraio 2019, disputando l'incontro di Super League perso per 0-4 contro il Basilea. Il mese successivo passa in prestito allo Sciaffusa, in seconda divisione, fino al termine della stagione.
Al termine del prestito ritorna al Grasshoppers.
Nel 2025 si trasferisce al Servette con un contratto che lo lega al club fino al 2028.

### Nazionale
Ha rappresentato le nazionali giovanili svizzere Under-16, Under-17 ed Under-18.

## Statistiche

### Presenze e reti nei club
Statistiche aggiornate al 5 giugno 2025.
| Stagione            | Squadra             | Campionato          | Campionato | Campionato | Coppe nazionali | Coppe nazionali | Coppe nazionali | Coppe continentali | Coppe continentali | Coppe continentali | Altre coppe | Altre coppe | Altre coppe | Totale | Totale |
| Stagione            | Squadra             | Comp                | Pres       | Reti       | Comp            | Pres            | Reti            | Comp               | Pres               | Reti               | Comp        | Pres        | Reti        | Pres   | Reti   |
| ------------------- | ------------------- | ------------------- | ---------- | ---------- | --------------- | --------------- | --------------- | ------------------ | ------------------ | ------------------ | ----------- | ----------- | ----------- | ------ | ------ |
| 2017-2018           | Grasshoppers U21    | 1L                  | 12         | 1          |                 | -               | -               |                    | -                  | -                  |             | -           | -           | 12     | 1      |
| 2018-mar. 2019      | Grasshoppers        | ASL                 | 1          | 0          | CS              | 0               | 0               |                    | -                  | -                  |             | -           | -           | 1      | 0      |
| mar.-giu. 2019      | Sciaffusa           | ChL                 | 5          | 0          | CS              | -               | -               |                    | -                  | -                  |             | -           | -           | 5      | 0      |
| 2019-2020           | Grasshoppers        | ChL                 | 31         | 5          | CS              | 2               | 1               |                    | -                  | -                  |             | -           | -           | 33     | 6      |
| 2020-2021           | Grasshoppers        | ChL                 | 13         | 2          | CS              | 1               | 0               |                    | -                  | -                  |             | -           | -           | 14     | 2      |
| 2021-2022           | Grasshoppers        | ASL                 | 12         | 2          | CS              | 0               | 0               |                    | -                  | -                  |             | -           | -           | 12     | 2      |
| 2022-2023           | Grasshoppers        | ASL                 | 15         | 1          | CS              | 1               | 0               |                    | -                  | -                  |             | -           | -           | 16     | 1      |
| 2023-2024           | Grasshoppers        | ASL                 | 34         | 7          | CS              | 1               | 0               |                    | -                  | -                  |             | -           | -           | 35     | 7      |
| 2024-2025           | Grasshoppers        | ASL                 | 26         | 5          | CS              | 3               | 1               |                    | -                  | -                  |             | -           | -           | 29     | 6      |
| 2025-2026           | Servette            | ASL                 | -          | -          | CS              | -               | -               |                    | -                  | -                  |             | -           | -           | -      | -      |
| Totale Grasshoppers | Totale Grasshoppers | Totale Grasshoppers | 149        | 23         |                 | 8               | 2               |                    | -                  | -                  |             | -           | -           | 157    | 25     |
| Totale carriera     | Totale carriera     | Totale carriera     | 149        | 23         |                 | 8               | 2               |                    | -                  | -                  |             | -           | -           | 157    | 25     |

## Palmarès

### Club

#### Competizioni nazionali
- Challenge League: 1

Grasshoppers: 2020-2021